# Rudolf Mildner
Rudolf Mildner (né le 10 juillet 1902 à Janov, Silésie autrichienne, date de décès inconnu) est un juriste autrichien, Standartenführer et chef local de la Reichssicherheitshauptamt.

## Biographie
En 1916 Rudolf Mildner sert dans l'armée autrichienne comme volontaire au cours de la Première Guerre mondiale. Après la guerre, il rejoint le corps franc des Sudètes. Il devient policier à Salzbourg et prend des cours du soir. En 1931, il s'inscrit au parti Nazi (membre no 614.080). Il étudie à Innsbruck le droit et les sciences politiques et est docteur en droit en 1934. En 1935, il occupe un poste à la police politique de Bavière à Munich. Il acquiert la nationalité allemande, ce qui lui permet en 1935 d'intégrer les SS (membre no 275.741).
Lors de l'Anschluss, Rudolf Mildner est muté à Linz, en tant que chef adjoint de la Gestapo puis à Salzbourg pour quatre mois en 1939. De décembre à début 1941, il est le chef de la Gestapo à Chemnitz. En mars 1941, il va à Katowice et devient alors le chef de la "police et des tribunaux d'État" du premier camp d'Auschwitz. En janvier 1942, il est récompensé de la Croix du mérite de guerre de deuxième classe pour les services rendus. Au milieu de l'année, il voit ses compétences s'élargir aux districts de Haute-Silésie, Katowice et Opole. Le Gauleiter Fritz Bracht punit le 1er juin 1942 de la peine de mort 21 infractions, y compris les dommages aux biens, la fraude, le vol et infractions à la morale. Au cours du Procès de Nuremberg le 2 janvier 1946, on évoque les exécutions criminelles à Bielsko-Biała et Tarnowskie Góry le 3 décembre 1941 en dehors d'une autorité judiciaire. Rudolf Mildner avait décrété ces pendaisons à des fins de dissuasion.
Le sergent SS Pery Broad, membre de la Gestapo à Auschwitz, décrit dans un rapport de cet évènement l'attitude et l'impression que Mildner inspire aux gens autour de lui : Cet homme était l'un des bouchers les plus sanguinaires qui existaient sous le Troisième Reich. Il représentait très bien par son aspect extérieur l'incarnation d'un despote.
Le 19 septembre 1943, Rudolf Mildner arrive à Copenhague (Johannes Thümmler le remplace à Katowice). Il prend des mesures de répression, particulièrement contre la résistance juive qui, avertie et en fuite en Suède, croit qu'il s'agit d'une décision de Heinrich Himmler. Il part en janvier 1944 et est remplacé par Otto Bovensiepen (de). De mars à juin 1944, il prend la tête de la Division IV A 5 de la Reichssicherheitshauptamt pour des missions spéciales. Il vient à Vienne en décembre 1944 et devient chef du Sicherheitsdienst et de la Sicherheitspolizei dont les locaux se trouvent dans le Hotel Metropole, Morzinplatz. Il décide de l'exécution le 8 avril 1945 des résistants au sein de l'armée nazie Karl Biedermann, Alfred Huth et Rudolf Raschke. À la mi-avril, il va à Linz être l'adjoint de Franz Josef Huber.

### Internement et évasion
Quelques mois plus tard, Rudolf Mildner est arrêté par les forces d'occupation américaines. Lors des interrogatoires, il réussit à tromper l'interrogateur mal informé sur le commandement au sein de la Gestapo. Comme il se montre coopératif, il comparaît comme témoin contre le chef du RSHA, Ernst Kaltenbrunner, au procès de Nuremberg.
Mildner est libéré en 1949 et entre dans la clandestinité.
Au début des années 1960, le procureur de la République à Vienne veut mener une nouvelle enquête contre Mildner, mais Rudolf Mildner a disparu.